# Clausola vessatoria
Nel diritto italiano, le clausole vessatorie sono le clausole presenti nei contratti che producono uno squilibrio dei diritti a danno dell'altra parte.

## Definizione
In base a quanto indicato dal Consiglio di Stato, il codice del consumo ha scorporato le leggi sulla clausole vessatorie, originariamente contenute in un capo del codice civile (art. 1469 bis e ss.), nonostante l'inserimento in un codice di settore potrebbe limitarne l'applicazione ai casi espressamente indicati; non è stata modificata la dizione dell'articolo, che traduceva la disciplina comunitaria con “malgrado la buona fede”, mentre più corretta sarebbe stata la dizione di clausole vessatorie “in contrasto con la buona fede”.
È invece stata introdotta l'esplicita menzione della sanzione della nullità per le clausole abusive, quale nullità di protezione rilevabile anche d'ufficio dal giudicante ma operativa solo in favore del consumatore, formula ora introdotta a livello anche normativo.
La rilevabilità d'ufficio è strumento di protezione del consumatore, come è la disciplina della legittimazione all'impugnativa, estesa alle associazioni, e deve essere correlata con il principio della domanda. Sicché il consumatore si trova nell'alternativa di chiedere l'esecuzione del contratto, oppure la dichiarazione di nullità di quella sua parte che venga ritenuta abusiva.
Nella prima alternativa, deve ritenersi ammissibile la prova dell'esistenza e del contenuto dell'accordo, sebbene ciò sarebbe escluso dalla disciplina generale della nullità, com'è per il divieto di prova per testimoni del contratto nullo per difetto di forma (artt. 2725, 2729, 2739 c.c.).
La deroga al principio generale è giustificata dall'essere la sanzione della nullità indirizzata non a tutela di un interesse generale, ma a favore di una sola delle parti del contratto, secondo un modello di nullità distinto da quello tradizionalmente ritenuto come monolitico, disciplinato dagli art. 1418 e ss. del codice civile.
Di conseguenza, se il divieto di prova resta operante ove il consumatore o l'associazione agisca per la declaratoria di nullità relativa, ciò non avverrà per il caso della domanda di esecuzione del contratto, ed entrambe le parti saranno ammesse a fornire elementi di formazione del convincimento del giudice riguardo all'esistenza ed al contenuto dell'accordo.
Quanto alla casistica, sono clausole vessatorie, tra le altre, quelle che limitano la responsabilità del professionista per danni alla persona del consumatore, che escludono o limitano i diritti di questo in caso di inadempimento del professionista, che riconoscono al solo professionista la possibilità di recesso, o impongono clausole penali per il recesso o termini di disdetta eccessivi, che stabiliscono quale giudice competente per le eventuali controversie quello di una località diversa dal domicilio del consumatore.
Permane la distinzione tra clausole in ogni caso vessatorie, sebbene oggetto di trattativa, e clausole la cui abusività, e dunque la conseguente nullità, è esclusa dall'intervenuta trattativa tra le parti sullo specifico punto, com'è ad esempio ove la clausola sia stata modificata rispetto all'originaria formulazione datane dal professionista che l'ha predisposta, ovvero sia stata mantenuta nell'originaria stesura a prezzo della modifica, in senso migliorativo per il consumatore, di altre regole contrattuali, specialmente relative al prezzo.
L'indubitabile difficoltà della prova della trattativa grava interamente sul professionista, onerato della stessa al fine di paralizzare l'azione di nullità del consumatore.
Sono in ogni caso nulle le clausole che ottengano il risultato della esclusione o limitazione della responsabilità del professionista per morte o danni alla persona del consumatore, o di escludere l'azione del consumatore nei confronti del professionista o di altra parte, in caso di inadempimento totale o parziale del professionista, ovvero di prevedere l'adesione del consumatore a clausole che non ha avuto di fatto la possibilità di conoscere.
La disciplina è parzialmente diversa per il caso dei contratti di credito al consumo, per i quali l'art. 42 del codice del consumo prevede che, in caso di inadempimento del fornitore di beni o servizi, il consumatore che abbia effettuato la costituzione in mora di questi abbia diritto di agire contro il finanziatore, nel limiti del credito concesso, a condizione che vi sia un accordo di esclusiva tra fornitore e finanziatore per la concessione del credito ai clienti del primo.
Mentre, dunque, per tutto quanto non specificamente dettato dal codice in commento, il credito al consumo resta disciplinato dal testo unico delle leggi in materia bancaria e creditizia, l'articolato di tutela dei consumatori si limita a sancire la responsabilità del finanziatore per il caso dell'inadempimento del concessionario agli obblighi da questo assunti verso i clienti, sebbene unicamente in caso di patto di esclusiva. La posizione dell'acquirente, esposto all'obbligo di onorare il debito restitutorio verso il finanziatore pure in caso di inadempimento del fornitore dei beni acquistati attraverso il credito al consumo, è dunque tutelata in tali ristretti limiti, sebbene si ritenga che, stante la difficoltà di reperire la prova del patto di esclusiva, sussista autonoma responsabilità per violazione del dovere di correttezza e buona fede, ove il finanziatore neghi, contrariamente al vero, l'esistenza del patto medesimo.

La sostanziale unitarietà della fattispecie, contrattualmente distinta in due negozi (di acquisto e di concessione del credito al consumo) avrebbe consigliato, in favore del consumatore, l'opponibilità al finanziatore dell'inadempimento del fornitore anche in mancanza di pattuizione di esclusiva, ma i limiti della delega sembrano aver consigliato la sostanziale riproduzione del contenuto dell'art. 125, comma 4, del TUB, sebbene anche il Consiglio di Stato si fosse espresso nel senso dell'ammissibilità della modifica, nel parere sulla bozza di codice trasmessagli.
Costituisce invece specificazione dell'obbligo di informazione la previsione della necessaria indicazione del TAEG, di cui all'art. 122 comma 2 del testo unico bancario, su cui l'art. 40 del codice del consumo ribadisce la competenza del CICR (Comitato interministeriale per il credito ed il risparmio), sebbene finora sia intervenuto, in via sostitutiva, il decreto del Ministero del Tesoro 8 luglio 1992, mancando l'attuazione dell'art. 19, comma 2, della l. 142/1992, che già prevedeva la competenza del CICR.

## Reazione alle clausole vessatorie: rimedi individuali e collettivi
Al fine di realizzare una efficace protezione del consumatore in caso di abusi realizzati dal fornitore professionale beni e servizi, la direttiva 93/13/CEE, del 5 aprile 1993, ha per prima cosa distinto i rimedi allo scopo esperibili tanto dal singolo consumatore quanto dalle associazioni a tale scopo costituite.
I primi operano con riguardo ai singoli contratti conclusi dai consumatori, e sono necessariamente successivi alla conclusione degli stessi, mentre i rimedi collettivi si ispirano ad una funzione più generale e preventiva, mirando a scongiurare il pericolo che in futuro vengano conclusi contratti individuali in cui siano incluse clausole ritenute abusive, predisposte dal contraente professionale per la serie di negozi che andrà a concludere.
L'organizzazione aziendale, la migliore conoscenza del prodotto o servizio offerto, e la standardizzazione delle controversie che potrebbero insorgere nell'esecuzione del contratto ed, innanzi tutto, la posizione di maggiore forza contrattuale, consentono, infatti, al contraente professionale di individuare tutta una serie di condizioni, a sé favorevoli e contrarie agli interessi del consumatore, alla cui sottoscrizione questo può essere costretto dalla necessità di concludere il negozio, dall'indisponibilità di valide alternative, tanto in termini di qualità del prodotto che di condizioni dell'acquisto, e comunque dalla minore consapevolezza degli effetti del negozio.
Appare evidente come, al fine dell'effettiva tutela dell'equità di questo genere di rapporti contrattuali, siano di gran lunga più efficaci interventi preventivi, ed inibitori dell'inserimento delle clausole abusive nei singoli contratti negoziati dai consumatori.
L'art. 7 della citata direttiva statuisce, a tale scopo, l'obbligo per gli Stati Membri di fornire i mezzi adeguati per far cessare l'inserimento di clausole abusive nei contratti stipulati tra un professionista ed un consumatore, permettendo a persone o organizzazioni di difesa dei consumatori di adire le autorità giudiziarie o amministrative, perché stabiliscano il carattere abusivo delle clausole rivolte ad un impiego generalizzato, ed in tale ipotesi applichino i mezzi opportuni per far cessare l'inserzione di tali clausole.
L'obbligo di adeguamento è stato assolto, dal legislatore italiano, con l'introduzione dell'art. 1469 sexies c.c., oggi trasfuso nell'art. 37 del codice del consumo, che ha introdotto l'azione delle associazioni rappresentative dei consumatori, di quelle dei professionisti e delle camere di commercio, contro il professionista o l'associazione di professionisti che utilizzi le predette clausole vessatorie, al fine di ottenere l'ordine inibitorio dell'uso delle medesime, con ulteriore previsione di un rimedio di urgenza, esperibile dalle medesime associazioni, qualora ricorrano “giusti motivi di urgenza” (cfr. art. 1469 sexies, secondo comma), ai sensi dell'art. 669 bis c.p.c.
Si discute, a tale proposito, di “gestione sociale” dei conflitti tra consumatori e produttori, sul modello della sindacalizzazione dei rapporti di lavoro sperimentata negli anni '70, contestandone l'efficacia relativa, specialmente per la mancanza di una cultura diffusa dei diritti dei cittadini consumatori, proponendo il modello alternativo delle class actions di esperienza statunitense.
Caratteristica dell'azione è la ripartizione dei risultati positivi del giudizio a favore di tutti gli appartenenti alla class, la riduzione dei costi attraverso il patrocinio di associazioni e gruppi di legali che acconsentono a subordinare la retribuzione per la propria opera intellettuale al successo giudiziario, e la facoltà di uno qualunque dei cittadini che si trovino in una situazione diffusa, di farsi “rappresentante” degli interessi del gruppo, o class.

### Contratti fra imprese
Anche nei contratti fra imprese, è prevista una doppia firma, per accettazione e un'altra sottoscrizione apposita in calce alle clausole vessatorie. Diversamente dai contratti con soggetti qualificabili dalla legge come consumatori, in quelli fra imprese le clausole vessatorie sono parte integrante del contratto, per cui la mera sottoscrizione per accettazione senza doppia firma, rende il contratto nullo e quindi recedibile senza preavviso, oneri o penali.
La legge italiana disciplina anche modifiche o integrazioni ad un contratto precedente, affermando che restano valide tutte le condizioni (clausole vessatorie comprese) che non siano oggetto di modifica. Se la prima emissione in ordine temporale del contratto è già stata confermata da tutte le parti contraenti in doppia firma, per le successive è necessario confermare di nuovo le clausole vessatorie soltanto se queste subiscono modifiche. Diversamente, le clausole vessatorie sono valide anche per le successive varianti che hanno un'unica firma per accettazione.

## Proposte di modifica
Il ddl S1447, presentato il 12 marzo 2009, propone di affiancare alla modalità di sottoscrizione tradizionale delle clausole, basata sul sistema della doppia firma, un meccanismo di approvazione automatizzato, che consenta di rendere effettiva e concreta la consapevolezza del contraente debole in fase di stipula di contratti online.